# Константин Никифоров
Константин Никифоров Попконстантинов е български офицер от артилерията, майор, първият българин военен министър (1885 – 1886).

## Биография
Роден е на 19/31 октомври 1856 г. в семейството Никифор Попконстантинов–Мудрон, който тогава учителства в Габрово. Първоначално учи в родния си град, а после и в Елена, откъдето е баща му. Като възпитанник на Южнославянския пансион на Тодор Минков завършва реално училище в гр. Николаев. През 1876 г. постъпва в Константиновското артилерийско училище в Санкт Петербург, но прекъсва обучението си, за да вземе участие в Руско-турската война (1877 – 1878). На военна служба е от 1 септември 1876 г. По време на войната служи в XXVI артилерийска бригада на Руската армия и е повишен във военно звание подпоручик.
Непосредствено след Освобождението служи за кратко в I полска видинска батарея. През 1879 г. постъпва в Михайловската артилерийска академия в Санкт Петербург, която завършва с отличие през 1883 г.
При завръщането си в България започва да работи за организирането на българската артилерия като помощник-началник на артилерията и преподавател по артилерия във Военното училище. Капитан Константин Никифоров става първият българин – военен министър (в правителството на Петко Каравелов). Той заема този пост на 9/21 септември 1885 г., след като руското правителство се противопоставя на Съединението на България и изтегля своите офицери от страната.

### Сръбско-българска война (1885)
За по-малко от 2 мес. подготвя армията за Сръбско-българската война (1885). Подпомага взаимодействието на корпусите с щаба на войската. За заслугите си по време на войната е повишен в звание майор и награден с орден „За храброст“ II степен. На 22 ноември/4 декември е утвърден като постоянно заемащ длъжността военен министър на страната.
След русофилския военен преврат от 9/21 август 1886 г., имащ за цел детронирането на княз Александър I Батенберг, Константин Никифоров е включен без негово съгласие в кабинета на митрополит Климент Търновски. Той е смятан за близък с лидера на Либералната партия Петко Каравелов и подобно на него, нито подкрепя преврата, нито твърдо му се противопоставя. Никифоров отказва да заеме поста военен министър в новото правителство, подава си оставката и преминава в запаса.
През следващите години Константин Никифоров се отдава на преподавателска и литературна дейност. Автор е на „Ръководство за артилерията“, ч. I и II (1889 – 1891). Проявява се и като пионер в създаването и развитието на родната военно-теоретична мисъл и доктрина.
В края на 1890 г. Константин Никифоров заминава на лечение в град Меран в Австро-Унгария, където умира на 20 януари / 1 февруари 1891 г. По време на 25-годишния юбилей на Сръбско-българската война през 1910 г. останките му са тържествено препогребани в София.

## Военни звания
- Прапоршчик (10 май 1879)
- Подпоручик (20 декември 1879, преименуван)
- Поручик (1881)
- Капитан (30 август 1883)
- Майор (25 декември 1885)

## Награди
- Военен орден „За храброст“ II степен (1885)